# 이상희 (1961년)
이상희(1961년 ~ )는 대한민국의 배우이다.

## 출연 작품

### 영화
- 2023년 《어느 날 그녀가 우주에서》 ... 동네수퍼 주인 역
- 2023년 《밀수》 ... 전파사 주인 역
- 2023년 《열여덟, 어른이 되는 나이》 ... 강유석 역
- 2022년 《기기묘묘》
- 2022년 《오마주》 ... 영사기사 역
- 2021년 《라스트 컷》 ... 김감독 역
- 2021년 《갈매기》 ... 무일 역
- 2021년 《이번엔 잘 되겠지》
- 2021년 《미드나이트》 ... 취객 역
- 2021년 《내일의 기억》 ... 건물 경비원 역
- 2021년 《오늘, 우리 2》 ... 경비 역
- 2020년 《이름이 뭐예요》 ... 경비 선생님 역
- 2020년 《바람이 지나간 자리》 ... 관리인 역
- 2020년 《청년은 살았다.》 ... 낚시가게 아저씨 역
- 2020년 《럭키 몬스터》 ... 복권방주인 역
- 2020년 《죽지않는 인간들의 밤》 ... 고문기술자 역
- 2020년 《야구소녀》 ... 교장 역
- 2019년 《봉천 호랑이 이상대》 ... 윤만복 역
- 2020년 《출국심사》 ... 경비원 역
- 2019년 《기방도령》 ... 이판 역
- 2019년 《소은이의 무릎》 ... 농협조합장 역
- 2019년 《말모이》 ... 경성역 창고 직원 역
- 2018년 《배심원들》 ... 1번배심원 역
- 2018년 《어서와, 어르신은 처음이지?》
- 2018년 《택싱 데이》 ... 택시 기사 역
- 2018년 《도어락》 ... 관리소장 역
- 2018년 《동네사람들》 ... 교감 역
- 2018년 《목격자》 ... 경비원 역
- 2018년 《여중생A》 ... 교감선생 역
- 2017년 《용이를 찾습니다》 ... 김창용 역
- 2017년 《WISH》 ... 노인 역
- 2017년 《1987》 ... 강경사 아버지 역
- 2017년 《남한산성》 ... 군사3 역
- 2017년 《장기왕: 가락시장 레볼루션》 ... 박영감 역
- 2016년 《통일전야 : 어느 택시기사》 ... 성택 역
- 2016년 《발악》 ... 파출소장 역
- 2016년 《터널》 ... 119 간부 목소리 역
- 2016년 《시간이탈자》 ... 택시기사 역
- 2016년 《히야》 ... 진상부 역
- 2015년 《장례희망》 ... 외삼촌 역
- 2015년 《앨리스 : 원더랜드에서 온 소년》 ... 중개인 노인 역
- 2015년 《위험한 상견례 2》 ... 모텔노인 역
- 2014년 《기술자들》 ... 장물아비 역
- 2014년 《나의 독재자》 ... 파출소장 역
- 2014년 《나의 사랑 나의 신부》 ... 중독자 역
- 2014년 《끝까지 간다》 ... 장례지도사 역
- 2014년 《방황하는 칼날》 ... 목욕탕 노순경 역
- 2014년 《수상한 그녀》 ... 신발 가게 주인 역
- 2013년 《4교시 체육시간》 ... 교감선생님 역
- 2013년 《한복자》 ... 차장 역
- 2013년 《사이비》 ... 전화목소리/ 마을주민/ 노래방도우미1/ 교회목소리 역
- 2013년 《동창생》 ... 성형남 역
- 2012년 《점쟁이들》 ... 울진리 마을 이장 역
- 2012년 《이웃사람》 ... 조반장 역
- 2011년 《사물의 비밀》 ... 횟집녀 남편, 기자, 노숙자 역
- 2011년 《도가니》 ... 정비소 사장 역
- 2011년 《고양이: 죽음을 보는 두 개의 눈》 ... 지구대장 역
- 2011년 《아이들...》 ... 용덕 부 역
- 2010년 《헬로우 고스트》 ... 늙은 경찰 역
- 2010년 《된장》 ... 시골가게 주인 역
- 2010년 《내 깡패 같은 애인》 ... 부동산 역
- 2009년 《차우》 ... 파출소장 역
- 2008년 《추격자》 ... 경찰 4 역
- 2007년 《마이 파더》 ... 박씨 역
- 2007년 《챔피언 마빡이》 ... 칠칠 할배 역

### 드라마
- 2006년 SBS 《연개소문》
- 2008년 SBS 《바람의 화원》
- 2010년 KBS2 《국가가 부른다》
- 2010년 KBS2 《감격시대: 투신의 탄생》
- 2019년 MBC 《모두 다 쿵따리》 ... 송장구 역
- 2021년 넷플릭스 《오징어게임》 ... 유리장인 역
- 2022년 MBC 《비밀의 집》
- 2022년 MBC 《일당백집사》 ... 김상득 역
- 2024년 JTBC 《옥씨부인전》 … 개죽이 역
- 2025년 tvN 《감자연구소》 … 변 이장 역